# Operacja Source
Operacja Source – atak sześciu brytyjskich miniaturowych okrętów podwodnych typu X na niemieckie pancerniki stacjonujące w norweskim fiordzie, przeprowadzony rankiem 22 września 1943 roku. W jego wyniku poważne uszkodzenia, skutkujące faktycznym wycofaniem z linii, odniósł „Tirpitz”, największy wówczas okręt III Rzeszy. Brytyjczycy stracili wszystkie sześć użytych w akcji miniaturowych okrętów podwodnych i dziewięciu zabitych oraz sześciu wziętych do niewoli członków ich załóg.

## Przygotowania
Jedną z licznych konsekwencji zatopienia pancernika „Bismarck” była zmiana strategii Kriegsmarine w toczącej się bitwie o Atlantyk. Na mocy osobistej decyzji Hitlera zdecydowano o zarzuceniu prób zwalczania transatlantyckiej żeglugi aliantów przy pomocy dużych okrętów nawodnych, przenosząc wysiłek niemieckiej floty na prowadzenie coraz skuteczniejszej wojny podwodnej. Bliźniaczy okręt „Bismarcka” – „Tirpitz” został w lecie 1941 roku włączony do zespołu okrętów wspierających atak na Związek Radziecki, a następnie, w styczniu 1942 roku, przebazowany na północ, do norweskich fiordów, gdzie stał się trzonem silnego zespołu mającego za zadanie zwalczać konwoje arktyczne. Jego obecność była przyczyną, dla której Admiralicja brytyjska musiała utrzymywać w gotowości znaczną część okrętów Home Fleet i nie mogła ich oddelegować do wsparcia innych teatrów działań. W połowie 1942 roku potencjalne zagrożenie ze strony „Tirpitza” po jego wyjściu w morze stało się powodem podjęcia decyzji o rozproszeniu konwoju PQ-17, co przyczyniło się do jego rozgromienia przez U-Booty i samoloty Luftwaffe. Od tej pory zniszczenie niemieckiego pancernika stało się osobistą obsesją Churchilla, który nazywał nieprzyjacielski okręt „Bestią” (The Beast).
Dokonanie tego konwencjonalnymi metodami okazywało się niemożliwe. Stacjonujący najpierw w Trondheimsfiordzie, a później w fiordzie Kå, bocznej odnodze fiordu Altafjorden, pancernik znajdował się na granicy zasięgu brytyjskich bombowców i samolotów rozpoznawczych. Był chroniony przez liczne baterie przeciwlotnicze i nadbrzeżne, a także sieci przeciwtorpedowe i zagrody minowe, zaś pobliski akwen patrolowały eskortowce. Wobec tego dowództwo Royal Navy podjęło decyzję o ataku przy użyciu dywersyjnych środków walki. Pierwsza próba, przeprowadzona w październiku 1942 roku (operacja Title), nie powiodła się: obydwa Charioty przewożone przez specjalnie przystosowany kuter rybacki „Arthur” zostały utracone podczas rejsu, co zmusiło jego załogę do zatopienia jednostki w pobliżu Trondheim i przedzierania się do granicy z neutralną Szwecją. Do kolejnej akcji postanowiono użyć miniaturowych okrętów podwodnych typu X, wchodzących w skład bazującej w Port Bannatyne 12. Flotylli Okrętów Podwodnych (12th Submarine Flotilla), dowodzonej przez komandora Williama Erica Banksa.
Miniaturowe okręty podwodne były nową bronią w arsenale dywersyjnych środków wojny morskiej Royal Navy. Pierwsze dwie, eksperymentalne jednostki: X3 i X4 były gotowe w drugiej połowie 1942 roku, zaś kolejnych sześć operacyjnych, oznaczonych X5 do X10, w pierwszych miesiącach roku następnego. Akcja w norweskim fiordzie miała być ich pierwszym bojowym użyciem. Miały długość całkowitą 15,72 m, szerokość 1,75 m, wyporność nawodną 27 a podwodną 29,7 ton angielskich (ts). Maksymalna prędkość na powierzchni wynosiła 6,25, a w zanurzeniu 5,75 węzła, zasięg odpowiednio 1860 mil morskich przy prędkości ekonomicznej 4,5 węzła oraz w zanurzeniu 82 mile przy 2 węzłach. Załogę stanowiły cztery osoby: dowódca, jego zastępca będący jednocześnie oficerem nawigacyjnym, mechanik pokładowy oraz nurek, mający do dyspozycji usytuowaną w jednym z przedziałów komorę wyjściową, będącą jednocześnie komorą ratunkową. Główną bronią jednostek typu X były dwa umieszczone na burtach pojemniki zawierające po dwie tony (dokładnie 4480 funtów – 2033 kg) ładunku wybuchowego (amatolu), z zapalnikami zegarowymi.

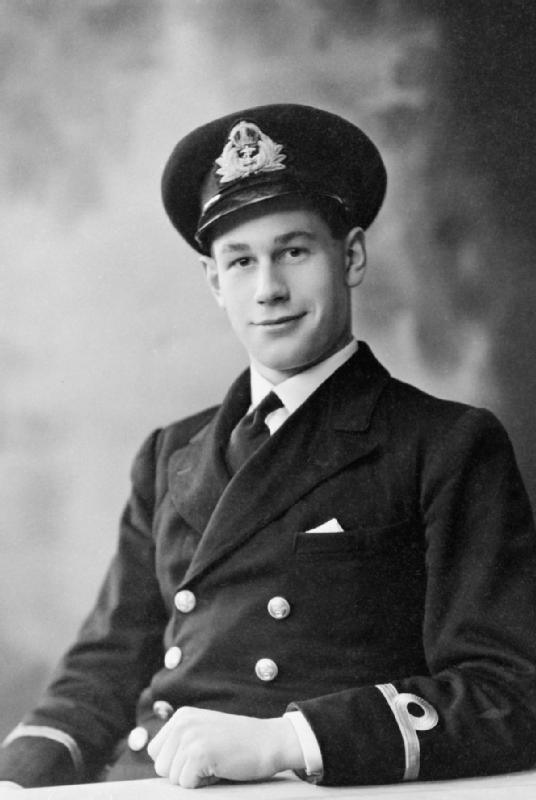
Porucznik Godfrey Place

Trening załóg trwał przez całe lato 1943 roku. Jednocześnie rozpoznanie lotnicze ustaliło pozycje „Tirpitza”, „Scharnhorsta” oraz „Lützowa”, przebazowanych na północ Norwegii, do fiordu Alta. W operacji, której nadano kryptonim „Source” („Źródło”), miało wziąć udział sześć miniaturowych okrętów podwodnych, doholowanych w pobliże miejsca akcji przez klasyczne okręty podwodne. Podczas przejścia przez Morze Północne miały być prowadzone przez załogi marszowe, dopiero na czas samego ataku zastąpione przez wytypowane załogi bojowe. Trzy jednostki miały przeprowadzić atak na „Tirpitza”, dwie na „Scharnhorsta”, ostatnia zaś na „Lützowa”. Termin operacji został wyznaczony na połowę września. Uczestniczyły w niej następujące okręty:
- X5 – dowódca porucznik Henty Henty-Creer, Australijczyk służący w Royal Navy Volunteer Reserve[11], będący jednocześnie dowódcą całej operacji[12], dowódca załogi marszowej porucznik J.V. Terry-Lloyd, holowany przez okręt podwodny „Trasher”;
- X6 – dowódca porucznik Donald Cameron, dowódca załogi marszowej porucznik A. Wilson, holowany przez „Truculent”;
- X7 – dowódca porucznik Godfrey Place, dowódca załogi marszowej porucznik P.H. Philip, holowany przez „Stubborn”;
- X8 – dowódca porucznik Brian M. McFarlane, dowódca załogi marszowej porucznik John Elliott Smart, holowany przez „Sea Nymph”;
- X9 – dowódca porucznik T.L. Martin, dowódca załogi marszowej podporucznik E. Kearon, holowany przez „Syrtis”;
- X10 – dowódca porucznik Kenneth R. Hudspeth, dowódca załogi marszowej podporucznik E.V. Page, holowany przez „Sceptre”[13].

## Rejs przez Morze Północne
Jako pierwszy, 11 września 1943 roku o godzinie 16.00, opuścił bazę w Loch Cairbawn okręt podwodny „Truculent”, holujący zanurzonego X6. Po nim, w kilkugodzinnych odstępach, wypływały w morze „Syrtis”, „Trasher”, „Sea Nymph”, „Stubborn” i, jako ostatni, 12 września o godzinie 13.00, „Sceptre”. Miniaturowe okręty podwodne miały przebyć większość rejsu w zanurzeniu, dla uniknięcia wykrycia oraz uszkodzeń od uderzeń fal na wzburzonym morzu.
15 września rano na X8 zerwał się hol. Dowódca załogi marszowej, porucznik J.E. Smart, wynurzył swój okręt, ale nie odnalazł holującego go „Sea Nympha”. Zdecydował się jednak na kontynuowanie akcji i samodzielny rejs w kierunku norweskich wybrzeży. Wieczorem udało mu się nawiązać kontakt z płynącym na powierzchni „Stubbornem”, którego załoga przekazała pozycję miniaturowego okrętu na jego jednostkę holującą. 16 września po południu „Sea Nymph” odnalazł X8 i ponownie wziął go na hol. Również 16 września zerwał się hol pomiędzy X9 a „Syrtisem” i miniaturowa jednostka, pociągnięta zapewne w głębiny przez nasiąkniętą wodą linę holowniczą wykonaną z manili, zatonęła wraz z całą trzyosobową załogą marszową. Na X8 wystąpiły wieczorem kłopoty ze statecznością, spowodowane niesprawnością uchwytów podtrzymujących przewożone ładunki wybuchowe. W efekcie 17 września załoga marszowa zmuszona została do opuszczenia jednostki, którą zatopiono po odcięciu holu. Z kolei w nocy z 19 na 20 września w hol łączący X7 ze „Stubbornem” zaplątała się lina dryfującej miny kotwicznej, którą zauważył, odplątał i w końcu odepchnął w morze dowódca załogi bojowej, porucznik Godfrey Place.
Rankiem 20 września cztery pozostałe miniaturowe okręty podwodne zostały obsadzone przez załogi bojowe, po czym wyruszyły samodzielnie w głąb fiordu Alta, gdzie stacjonowały wyznaczone im cele. X5 (porucznik Henty Henty-Creer, podporucznik T.J. Nelson, midszypmen D.J. Malcolm oraz mechanik J.J. Mortiboys), X6 (porucznik Donald Cameron, podporucznik John Lorimer, podporucznik nurek Robert H. Kendall oraz mechanik E. Goddard) i X7 (porucznik Godfrey Place, podporucznik L.B. Whittam, podporucznik nurek Robert Aitken oraz mechanik M. Whitley) miały zaatakować „Tirpitza”, X10 (porucznik Kenneth R. Hudspeth, podporucznik Bruce E. Enzer, podporucznik nurek Geoffrey Harding oraz mechanik L. Tilley) natomiast „Scharnhorsta”.

## Atak na „Tirpitza”

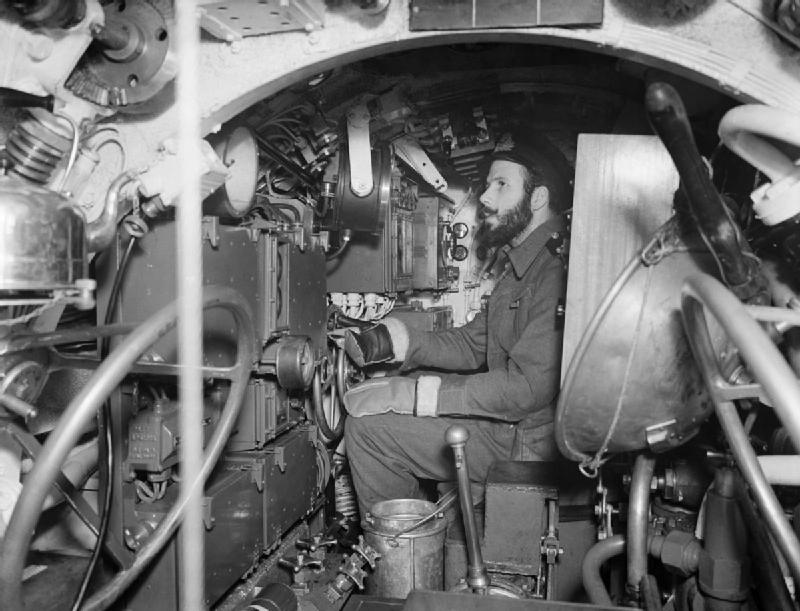
Wnętrze okrętu typu X

Miniaturowe okręty podwodne przeszły cieśninę Stjernsund, prowadzącą do fiordu Alta i skierowały się w stronę wyznaczonych celów. Podwodna żegluga w wodach fiordu była utrudniona przez nieregularne prądy oraz niejednorodną gęstość wody, uniemożliwiającą utrzymanie jednostek na wyznaczonej głębokości. W nocy z 21 na 22 września X6 porucznika Camerona oraz X7 porucznika Place’a (a najpewniej również X5 porucznika Henty-Creera) dotarły do wejścia do fiordu Kå, gdzie stacjonował „Tirpitz”. X6, mający uszkodzony peryskop i doznający problemów z urządzeniami napędowymi, przeszedł zaporę przeciw okrętom podwodnym, zamykającą wejście do odnogi, na powierzchni, w kilwaterze wpływającej w głąb jednostki niemieckiej. Rankiem 22 września, po uderzeniu o podwodne skały okręt wynurzył się na chwilę na powierzchnię, tak blisko niemieckiego pancernika, że został zauważony i ostrzelany z broni ręcznej oraz obrzucony granatami przeciwpodwodnymi przez jego załogę. Porucznik Cameron zdecydował wobec tego o natychmiastowym zrzucie przenoszonych ładunków wybuchowych na wysokości wieży „B” pancernika, nastawiając ich zapalniki na krótki czas, by zapobiec ich neutralizacji przez Niemców. Następnie polecił zniszczyć wszelkie dokumenty i tajne elementy wyposażenia oraz przygotować się do opuszczenia jednostki. Po wynurzeniu członkowie załogi wyszli na pokład, otwierając jednocześnie zawory denne. Uratował ich wysłany niemiecki kuter, który bezskutecznie próbował holować tonący X6. Brytyjscy marynarze zostali przewiezieni na „Tirpitza” i poddani przesłuchaniu, podczas którego Niemcy usiłowali ustalić zagrożenie dla pancernika. Rozpoczęto również czynności, mające umożliwić okrętowi odpłynięcie z niebezpiecznego miejsca, jednak miało to zabrać dużo czasu.
X7 dowodzony przez porucznika Place’a przedostał się do fiordu Kå poprzez przerwę w zagrodzie. Przepływając kolejne sieci przeciw okrętom podwodnym, dwukrotnie zaplątywał się w nich, ale ostatecznie udało mu się uwolnić i znaleźć w bezpośrednim sąsiedztwie celu. W głębokim zanurzeniu przepłynął pod ostatnią siecią, otaczającą pancernik w odległości kilkunastu metrów. Zgodnie ze swoim planem porucznik Place rozkazał zrzucić ładunki w rejonie pomostu bojowego i rufowych wież artyleryjskich. Ich zapalniki zostały ustawione na godzinną zwłokę. Podczas próby odpłynięcia na bezpieczną odległość X7 ponownie zaplątał się w sieci, a następnie wynurzył się i został ostrzelany przez niemieckich marynarzy. O 8.12 eksplodowały ładunki wybuchowe, co dodatkowo uszkodziło miniaturowy okręt. Porucznik Place nakazał wynurzenie, z zamiarem poddania się. Jednak gdy X7 znalazł się na powierzchni a jego dowódca wyszedł na pokład, woda wlała się do wnętrza przez otwarty właz, co spowodowało natychmiastowe zatonięcie jednostki. Oprócz porucznika Place’a udało się z niej uratować jedynie podporucznikowi nurkowi Aitkenowi, dwaj pozostali członkowie załogi zginęli. Ocaleni dołączyli do załogi porucznika Camerona, jako jeńcy na pokładzie „Tirpitza”.
Dowódca pancernika, komandor Hans Meyer, świadom zagrożenia, jakie stwarzały dla jego okrętu zrzucone ładunki, wezwał na pomoc holowniki. Jednak wysiłki niemieckich marynarzy, usiłujących odciągnąć „Tirpitza” w bok od miejsca spodziewanego wybuchu, spowodowały przesunięcie go jedynie o kilkanaście metrów. Nie wiadomo, ile ładunków wybuchło, ale ich eksplozja spowodowała szereg uszkodzeń, głównie w obrębie siłowni: turbiny zostały wyrwane z fundamentów, wały napędowe oraz lewoburtowy ster uległy uszkodzeniom. W wyniku rozszczelnienia połączeń blach poszycia części podwodnej kilka przedziałów zostało zalanych, do wnętrza kadłuba wlało się około 1400 ton wody. Uszkodzony został również mechanizm obrotu jednej z rufowych wież artyleryjskich. Zginął jeden a rannych zostało około 40 członków załogi „Tirpitza”.
O 8.43 na powierzchni fiordu, kilkaset metrów od „Tirpitza” zauważono trzeci miniaturowy okręt podwodny. Został on ostrzelany z dział przeciwlotniczych pancernika, a następnie obrzucony bombami głębinowymi i zatonął wraz z całą załogą. Był to X5 porucznika Henty-Creera, którego wrak został odkryty w 1974 roku przez wyprawę brytyjskich nurków, w pobliżu miejsca, gdzie we wrześniu 1943 roku cumował „Tirpitz”. Na burtach wraku nie stwierdzono obecności ładunków wybuchowych, nie jest jednak pewne, czy Australijczykowi i jego załodze udało się je zrzucić pod celem i zostali zatopieni podczas odwrotu, czy też utracili je w innych okolicznościach.
X10 porucznika Hudspetha, mający zaatakować „Scharnhorsta”, już podczas wpływania do fiordu Alta odniósł uszkodzenia, które znacząco spowolniły jego żeglugę. Nad ranem 22 września wciąż znajdował się daleko od celu, a jego dowódca, wobec stanu jednostki, podjął trudną decyzję o przerwaniu akcji. Aby uniknąć przedwczesnego wykrycia i przez to zagrożenia działań pozostałych jednostek, postanowił przeczekać pewien czas u wybrzeży wysepki Bratholm. Po usłyszeniu odgłosu eksplozji i zapadnięciu ciemności, wieczorem 22 września skierował się na pełne morze. Rankiem 24 września dotarł na miejsce, gdzie na miniaturowe okręty podwodne miały oczekiwać jednostki holujące, ale ich nie odnalazł. Wobec tego popłynął wzdłuż wybrzeża do rezerwowego miejsca oczekiwania, gdzie 28 września został wzięty na hol „Stubborna”. Jednak 3 października, w trakcie rejsu powrotnego do Szkocji, miniaturowy okręt podwodny doznał kolejnych uszkodzeń w sztormie i po opuszczeniu przez załogę marszową został zatopiony. Ponieważ, o czym nie wiedzieli atakujący, „Scharnhorst” przebywał w tym czasie na ćwiczeniach artyleryjskich na pełnym morzu, X10 i tak nie odnalazłby swojego celu.

## Skutki

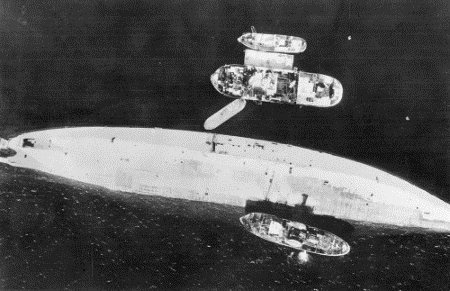
„Tirpitz” zatopiony w porcie Tromsø, zdjęcie lotnicze wykonane 22 marca 1945

Za cenę utraty sześciu miniaturowych okrętów podwodnych wraz z dziewięcioma zabitymi (czterech członków załogi X5, trzech załogi marszowej X9 oraz dwóch z X7) i sześcioma wziętymi do niewoli (cała, czteroosobowa załoga X6 oraz porucznicy Place i Aitken z X7), Brytyjczykom udało się wyeliminować na dłuższy czas największy okręt Kriegsmarine. Pozwoliło to na zwolnienie utrzymywanych w Scapa Flow okrętów alianckich i przesunięcie ich do innych zadań, zwiększyło również bezpieczeństwo konwojów wysyłanych do Murmańska i Archangielska.
Uszkodzenia „Tirpitza” spowodowały odstawienie go na długotrwały remont. W jego trakcie pancernik został 3 kwietnia 1944 roku ponownie uszkodzony, po zbombardowaniu przez samoloty pokładowe lotniskowców „Victorious” i „Furious” (operacja Tungsten). Po kilku kolejnych nalotach przebazowano go ostatecznie do Tromsø, gdzie miał pełnić rolę pływającej baterii. 12 listopada 1944 roku samoloty Avro Lancaster z dywizjonów 9 i 617 przeprowadziły bombardowanie z użyciem ciężkich bomb Tallboy, w wyniku którego „Tirpitz” przewrócił się do góry dnem i zatonął na płyciźnie.
W uznaniu dla postawy członków załóg miniaturowych okrętów podwodnych, Krzyżami Wiktorii zostali odznaczeni: dowódca X6 Donald Cameron i dowódca X7 Godfrey Place. Pozostali z wziętych do niewoli marynarzy otrzymali Distinguished Service Order (Aitken, Lorimer i Kendall) lub Conspicuous Gallantry Medal (Goddard). Dowódca załogi marszowej X7 porucznik Philip oraz dowódca załogi marszowej X8 porucznik Smart zostali kawalerami Orderu Imperium Brytyjskiego. Spośród członków załogi X10 porucznik Hudspeth został odznaczony Distinguished Service Cross a podporucznik Harding wymieniony w raporcie.
Wydarzenia z fiordu Alta stały się kanwą scenariusza filmu Above Us the Waves z 1955 roku.